# Zetsu
Zetsu ((japansk) ゼツ, Zetsu) er en figur fra Manga- og Anime-serien Naruto. Han er den eneste i Akatsuki der har opgaver uden en partner. Dette skyldes at han kan blande sig med ethvert objekt og rejse med stor hastighed til en ny position, noget kun få ninjaer er i stand til. Zetsu's evne tjener Akatsuki på flere måder, så som spion til at observere og reportere en interessant kamp eller som udkigsmand til Akatsuki's møder. Han er kannibalist og bliver ofte sendt af sted for af fjerne ofre som Akatsuki ikke ville have bliver fundet, ved at bruge den store venus fluefanger han har i hans krop. Zetsu's krop er delt i to forskellige farver; den højre side er sort og den venstre hvid. Disse svarer til hans to personligheder og kundskaber, som tit argumenterer med hinanden. Masashi Kishimoto planlagde oprindeligt, at Akatsuki skulle være en gruppe af individualister uden menneskelige træk og bestemte sig for, at Zetsu skulle være halv sort, halv hvid for at vise hans delte personlighed.